# A majmok bolygója 5. – A csata
A majmok bolygója 5. – A csata (eredeti cím: Battle for the Planet of the Apes) a Majmok bolygója-kvintológia 1973-ban bemutatott ötödik, egyben befejező része, melyet J. Lee Thompson rendezett. A kritikák ennél a résznél voltak a legélesebbek, igaz, a film az összes rész közül a legkisebb költségvetésből készült.

## Történet
A majmok híres Törvényhozója által elmesélt tényeket láthatjuk viszont a filmben. A 21. században járunk, egy atomháború után. Caesar sikeresen felszabadította a majomtársadalmat, s most békében élnek egymás mellett emberek és majmok. A gorillavezér Aldo azonban nem osztja ezt az álláspontot, s az emberek halálát kívánja. Caesarnak van egy fia is, a kis Cornelius. Ő azonban amiatt kesereg, hogy sohasem ismerhette a szüleit. Ember asszisztense, MacDonald (az előző részben szereplő testvére) elmeséli neki, hogy filmszalagokra vették szülei történetét, és valahol Central Cityben őrizték, amely mára tiltott város lett. Caesar odamegy, hogy megkeresse a szalagokat, de nem számít rá, hogy a nukleáris támadásban elpusztult város mélyén sugárfertőzött emberek élnek, Kolp tábornok vezetésével. Rajta is kapják őket, s ez elég ahhoz, hogy Kolp és segítőtársa, Mendez, háborút indítsanak a majomtársadalom elpusztítása érdekében.
Időközben Aldo át akarja venni a parancsnokságot. Cornelius ezt meghallja, de Aldo megneszeli, és megöli őt. Caesar összetörik a hír hallatára. Aldo eközben minden fegyvert eltüntet a faluból és szegregálja az embereket. A mutánsok támadása nem vezet eredményre, a hősies védelem megtöri őket. Mindeközben Caesar megtudja, hogy Aldo felelős fia balesetéért, s ezért párbajra hívja ki, melyben meg is öli. Eztán Caesar szabadon engedné az embereket, de ők nem hajlandóak olyan szabadságban élni, ahol a majmok nem tisztelik őket. Caesar ennek hatására átértékeli addigi politikáját és a békés együttélés mellett teszi le a voksát.
Közben a tiltott városban Mendez lesz az új kormányzó, s első intézkedéseként leállítja Kolp korábbi tervét, miszerint kilő egy kobaltbombát a majomvárosra. Ez ugyanis az egész Föld pusztulását jelentené. Ezért inkább kultuszt épít a bomba köré, hogy úgy féljék őt, mint élet-halál urát (ahogy azt a második részben is láthattuk). A film legvégén pedig a 2600-as években láthatjuk a Törvényhozót, és körülötte embereket és majomgyerekeket is, mely mutatja, hogy a béke tartósnak bizonyult.